# 多可町立八千代小学校
多可町立八千代小学校（たかちょうりつ やちよしょうがっこう）は、兵庫県多可郡多可町八千代区にある町立小学校。

## 概要
多可町は、兵庫県の東播磨地域の内陸部に位置し、東西13キロメートル、南北27キロメートル、総面積185.19平方キロメートルを有した町で、周囲を中国山地（三国岳、千ヶ峰、笠形山、竜ヶ岳、篠ヶ峰など） の山々に囲まれた人口20,386人（令和2年6月1日現在）の町である。 「敬老の日」発祥の町としても有名で、直線距離で神戸まで約45キロメートル、大阪まで70キロメートルの距離にある。多可町八千代地区では児童数の減少対応として、八千代地区小学校の複式学級の解消や多くの子どもたちの学び合える環境を実現するため、2016年4月に八千代区の3小学校を統合して1校とし、八千代小学校として開校した。

## 沿革

### 略歴
2014年（平成26年）5月13日、八千代区中野間にある公共施設「八千代コミュニティプラザ」において、第1回八千代区小学校統合準備委員会を開催し、2016年（平成28年）3月8日まで5回開催された。その間、公募も含め学校名や校章、校歌、制服、通学方法、PTA関連、その他の事項が検討・決定された。2016年（平成28年）4月1日に八千代南小学校、八千代北小学校、八千代西小学校の3校を同時に統合し、八千代南小学校の施設を活用することで、八千代小学校が開校した。

### 年表
- 2014年（平成26年）5月13日 - 八千代区小学校統合準備委員会の設置[3]
- 2014年（平成26年）9月22日 - 公募により新しい小学校名が「八千代小学校」に決定[4]
- 2015年（平成27年）5月19日 - 第４回統合準備委員会にて校歌が決定（応募63点から）
- 2016年（平成28年）4月1日 - 八千代南小学校、八千代北小学校、八千代西小学校の3校を統合、八千代南小学校の施設を活用して八千代小学校として開校
- 2016年（平成28年）4月7日 - 八千代小学校体育館にて開校式を挙行

## 教育方針
- 学校教育目標は、思いやりの心をもち、共に学び合い高め合う、八千代っ子の育成である。
- 重点目標として、進んであいさつができる子供の育成、人（友だち）を大切にする子供の育成、一生懸命勉強に励む子どもの育成。

## 学校行事
| - 4月 始業式、入学式 - 5月 春の遠足 - 6月 自然学校 | - 7月 終業式 - 8月 - 9月 始業式、運動会 | - 10月 - 11月 修学旅行、マラソン大会 - 12月 終業式 | - 1月 始業式 - 2月 6年生を送る会 - 3月 卒業式、修了式 |

## 通学区域
- 八千代区全域（統合前の八千代南小学校、八千代北小学校、八千代西小学校の校区）

## 進学先中学校
- 多可町立八千代中学校

## 交通
- 路線バス
  - 神姫バス JR西日本加古川線 西脇市駅から大屋行きで（約25分、22駅）花の宮バス停下車　徒歩約2分（170メートル）

## 通学区域が隣接している学校
- 多可町立松井小学校
- 多可町立中町南小学校
- 西脇市立芳田小学校
- 加西市立日吉小学校
- 加西市立泉小学校
- 加西市立西在田小学校
- 市川町立瀬加小学校
- 神河町立神崎小学校